# ホセ・イバン・グティエレス
ホセ・イバン・グティエレス・パラシオス（José Iván Gutiérrez Palacios、1978年11月27日- ）は、スペイン、カンタブリア州出身の自転車競技選手。チーム・モビスター所属。

## 経歴
U-23世界選手権（1999年）、スペイン選手権・個人タイムトライアル4回（2000年、2004年、2005年、2007年）優勝、世界選手権・個人タイムトライアルでも2位1回（2005年）など、タイムトライアル系種目における実績が目立つ。
また、エネコ・ツアーを2007年、2008年と連覇したが、いずれの年も、最終ステージに組まれた個人タイムトライアルで逆転して総合優勝の座を掴んだ。
一方、ロードレースにおいては、2001年、2010年の国内選手権を制覇している他、2005年のドーフィネ・リベレでは山岳賞を獲得しており、タイムトライアルスペシャリストとは必ずしも言いがたい側面を持つ選手である（オールラウンダー型に近い）。

## 主な戦績
1999年
- ロードレース世界選手権・U23個人タイムトライアル(ITT) 優勝

2000年、オンセと契約を結びプロ転向。
- スペイン選手権 ITT 優勝

2001年
- スペイン選手権 個人ロードレース 優勝

2002年、IBanesto.com（現 モビスター）に移籍。
- ブエルタ・ア・ブルゴス 区間1勝（第2）
- グラン・プレミオ・デ・リョディオ 優勝

2003年
- ジロ・デッレミリア 優勝
- エスカラダ・ア・モンジュイック 優勝

2004年
- ブエルタ・ア・ムルシア 区間1勝（第2）、総合2位
- クリテリウム・アンテルナシオナル 総合2位
- ブエルタ・ア・カスティーリャ・イ・レオン 区間1勝（第1）、総合3位
- スペイン選手権 ITT 優勝

2005年
- クラシカ・デ・アルメリア 優勝
- ロードレース世界選手権・ITT 2位
- スペイン選手権 ITT 優勝
- ドーフィネ・リベレ 山岳賞

2006年
- ツール・メディテラネアン 区間1勝（第2）
- ブエルタ・ア・ムルシア 区間1勝（第3）、総合2位
- ブエルタ・ア・ブルゴス 区間2勝（第3，5）

2007年
- エネコ・ツアー 総合優勝
- スペイン選手権 ITT 優勝
- ツール・メディテラネアン 総合優勝

2008年
- エネコ・ツアー 総合優勝

2010年
- スペイン選手権 個人ロードレース 優勝
- ブエルタ・ア・ブルゴス 総合6位